# Municipio de Zitlala
El municipio de Zitlala se localiza al norte de la capital del estado de Guerrero, México, en lo que se conoce como la región centro. 

## Geografía
En cuanto a sus los municipios con los que limita, en el norte colinda con Huitzuco y el municipio de Copalillo, al sur con el municipio de Chilapa de Álvarez, al este con Ahuacuotzingo y al oeste con Mártir de Cuilapan y Tixtla. Zitlala cuenta con una extensión territorial de 308.20 kilómetros cuadrados, lo cual representa el 3.83% de la superficie regional y es equivalente al 0.48 por ciento del total de la superficie de todo el estado.
El clima que predomina en Zitlala, varía dependiendo de la zona del municipio y también de la estación del año entre húmedo-cálido, subhúmedo-semicálido, cálido y templado. Sus principales recursos naturales se encuentran representados por la flora y fauna existentes en el territorio de este municipio, siendo muy importante el tipo de suelo, el cual es apto para el buen desarrollo de la agricultura debido a que es mayoritariamente plano o semiplano. La flora del municipio se caracteriza principalmente por una vegetación de tipo selva baja caducifolia, pequeños bosques y leguminosas donde existen especies como cazahuate, carnizuelo, cuachalalate, entre otros. Entre algunos de los principales ejemplares de fauna que se encuentran en Zitlala destacan el conejo, venado, zorrillo, culebra de cascabel, tigrillo, tlacoache, zanate, paloma, víbora, iguana, alacrán, mapache, rata y gavilán.

## Demografía
La cabecera municipal, también llamada Zitlala, tiene 15,690 habitantes; se considera que cuenta con una población predominantemente joven debido a que más de la mitad de sus habitantes tiene menos de 20 años y también porque la población que se encuentra en edad activa es el 58.6% de la población. Entre las principales comunidades de Zitlala se encuentran Pochahuizco, Topiltepec, Rancho de las Lomas y Tlaltempanapa.
A pesar de que en Zitlala existen núcleos poblacionales de mestizos, en general la población del municipio es primordialmente indígena, sobresaliendo la etnia náhuatl. Es por esto, que además del español la lengua que domina es el náhuatl. En el 2005, el 58.01% de la población tenía dominio de alguna lengua indígena. Es por esto que Zitlala es reconocido por la conservación de sus tradiciones e idioma.
Al igual que en otros municipios de Guerrero, la mayor parte de la población es de religión católica.
El 41.9% de la población mayor a 15 años es analfabeta, de donde el 54.5% son mujeres; en el 2010, el grado promedio de escolaridad de la población era de 4.5 años.
En el 2010, el 89.9% del total de la población que conforma Zitlala, vivía en condiciones de pobreza, de los cuales el 32.2% vivía en  pobreza moderada mientras que el 57.7% en pobreza extrema en parte debido al rezago educativo existente en el municipio.

### Localidades
En el censo de 2020 el municipio de Zitlala contaba con 32 localidades.
| Código INEGI      | Localidad           | Población (2020) |
| ----------------- | ------------------- | ---------------- |
| 120740001         | Zitlala             | 6 077            |
| 120740010         | Pochahuizco         | 3 167            |
| 120740017         | Topiltepec          | 2 690            |
| 120740012         | Rancho de las Lomas | 1 060            |
| Otras localidades | Otras localidades   | 8 983            |
| Total municipal   | Total municipal     | 21 977           |

## Política

### Representación legislativa
Para la elección de diputados locales al Congreso de Guerero y de diputados federales a la Cámara de Diputados federal, el municipio de Zitlala se encuentra integrado en los siguientes distritos electorales:
Local:
- Distrito electoral local de 24 de Guerrero con cabecera en Tixtla de Guerrero.[10]

Federal:
- Distrito electoral federal 6 de Guerrero con cabecera en la Chilapa de Álvarez.[11]